# Házasság szabadnappal
A Házasság szabadnappal Mészáros Gyula 1983-ban forgatott és 1984-ben bemutatott színes filmvígjátéka.

## Ismertető
Micit, a válogatott úszót Zoli, az edzője féltékenyen óvja. Egy családi vitát követően Mici felveti a szüleinek, hogy alkalmazzák a svédeknél már bevált modellt, azaz hetente két napot legyenek szabadok. Amikor a mama, Juci egyik barátnője erről értesül, alkalmazni kezdi a svéd módszert. A három baráti házaspár élete hamarosan teljesen felfordul, a dologból Micinek lesz először elege és eltűnik. Zoli indul megkeresni őt, s eközben a szülők igyekeznek az életüket visszazökkenteni az eredeti kerékvágásba.

## Szereposztás
- Moór Marianna (Juci)
- Balázsovits Lajos (Laci)
- Götz Anna (Mici)
- Schütz Ila (Flóra)
- Hollósi Frigyes (Sanyi)
- Dörner György (Zoli)
- Bánsági Ildikó (Blanka)
- Usztics Mátyás (Csaba)
- Székhelyi József (szerelő)
- Turay Ida
- Sztárek Andrea
- Mácsai Pál
- Tolnai Miklós
- Gera Zoltán
- Benkő Péter